# 久里浜公園水泳プール
久里浜公園水泳プール（くりはまこうえんすいえいプール）は、横須賀市久里浜にあるスポーツ施設である。

## 概要
横須賀市の公営施設である。指定管理者は、一般財団法人シティサポートよこすかと新生ビルテクノ株式会社。
久里浜公園(久里浜6-1-10)の敷地内にあり、京急久里浜駅より徒歩15分ほどの場所にある。

## 主な施設
- 25ｍプール
- 幼児用プール
- ロッカー 432個